# جوني بييل
جوني بييل (بالإنجليزية: Johnny Beall)‏ هو لاعب كرة قاعدة أمريكي، ولد في 12 مارس 1882 في بلتسفيل في الولايات المتحدة، وتوفي بنفس المكان في 14 يونيو 1926.

## وصلات خارجية
- جوني بييل على موقعبيزبول رفرنس.كوم (الدوري الرئيسي) (الإنجليزية)
- جوني بييل على موقعبيزبول رفرنس.كوم (الدوري الثانوي) (الإنجليزية)
- جوني بييل على موقع مشجعي الرسوم البيانية (الإنجليزية)